# Frontera entre Zàmbia i Zimbàbue
La frontera entre Zàmbia i Zimbàbue és la línia fronterera de 797 kilòmetres en sentit Oest-Est, que separa Zàmbia de Zimbàbue a l'Àfrica oriental.

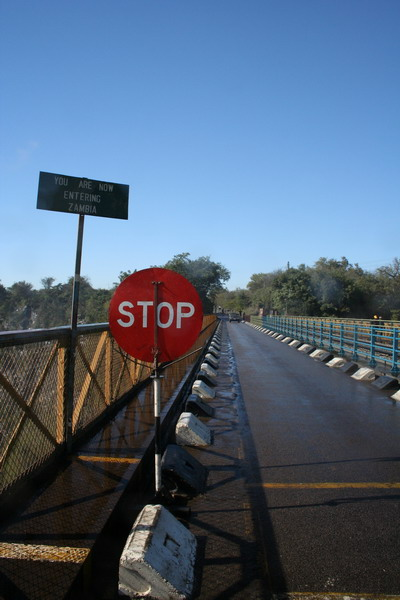
Pont sobre el Zambezi a la frontera entre ambdós estats

## Traçat
La línia de demarcació comença al nord de Zimbàbue, a al trifini Moçambic-Zàmbia-Moçambic-Zimbàbue, després segueix el curs del Zambezi cap al sud-oest fins al llac Kariba. En aquest tret s'hi troben les cascades Victòria, que constitueixen un Parc Nacional. El llac Kariba és un llac artificial conseqüència d'un embassament construït entre 1955 i 1959.
A partir del sud del llac Kariba, la frontera, sempre seguint el Zambezi, va cap a l'oest a trifini entre Zimbàbue-Zàmbia-Botswana. Aquest trifini es troba només a dos kilòmetres d'un altre trifini, Zàmbia-Botswana-Namíbia, situada també al Zambezi.